# Грін-Вудський цвинтар
Грін-Вудський цвинтар (англ. Green-Wood Cemetery) — розташований у місті Нью-Йорк. Цвинтар заснований 1838 року; з 2006 року у нього офіційний статус Національного історичного пам'ятника. Його історія бере початок у 19 столітті, кладовище займає величезну територію, яка за площею перевищує більшість нью-йоркських парків. У цвинтарі поховані видатні політики, діячи культури, військові, масони та інші. Кількість поховань — приблизно 560 000. У середині 19 століття Грін-Вудський цвинтар находився на другому місці за популярністю туристів у США, після Ніагарського водоспаду: кількість туристів досягала 500 000 щорічно. Цвинтар займає площу — 1.93439 км². Тут уперше застосовано штучний ландшафтний дизайн на такому масштабі у США: вулиці, озера, фонтани, стежки, численні статуї і мавзолеї 19 і 20 століть. Місце, де розташовано цвинтар, також відоме історичною битвою часів війни за незалежність США.

## Історія
На місці майбутнього цвинтарю, у 1776 році, відбулась Битва за Лонг-Айленд, війни за незалежність США. З цієї нагоди тут проводяться різноманітні історичні святкування, хоча перемогли у битві британські війська. Зокрема можна стати свідками солдат одягнутих в уніформи того часу. У 1920 році, місцевий підприємець Чарлс Хіґінс, навпроти свого майбутнього склепу, відкрив за свої кошти пам'ятник присвячений цій битві. Пам'ятник відображає римську богиню Мінерву, яка віддає данину Статуї Свободи своєї піднятою рукою.

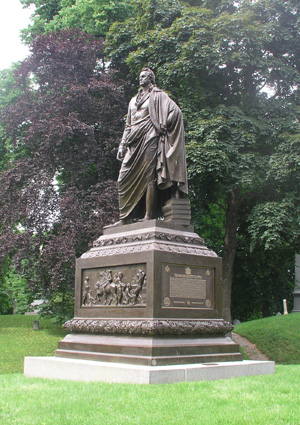
ДеВіт Клінтон — перша знаменитість похована у Грін-Вуді

Головний архітектор Девід Бейц Даґлес (англ. David Bates Douglass) об'їздив півничний Бруклін вишукуючи оптимальне місцерозташування. Він зупинився на піднесеній території з якої відкривається краєвид на острів Мангеттен. Частини місцевості зрівняли для зручностей. «Грін-Вуд» був одним з перших спеціально призначених цвинтарів, у минулому людей поховали біля церков у місті, що призводило до антисанітарії. Цвинтар планувався не як звичайне місце поховання померлих, а як приємне місце для прогулянок. Назва Green-Wood у перекладі — Зелений ліс.
Перша знаменита людина, яку поховали на цьому цвинтарі — ДеВіт Клінтон (англ. DeWitt Clinton). Сам Клінтон помер ще у 1828 році, до заснування Грін-Вуду. Його перепоховання з Олбані до нового цвинтарю у передмісті Нью-Йорка було рекламним ходом адміністрації. Замовлена преса з помпою повідомляла про цю подію. Клінтон був справжньою зіркою, свого час він був сенатором, губернатором, міською головою Нью-Йорка, ледь не став президентом США, під його керівництвом будувались канали, він заснував громадську міську шкільну систему, та багато іншого. Вся нація почула про його перепоховання, відповідно і «Грін-Вуд» отримав безпрецедентну відомість. З цього моменту назва бруклінського цвинтаря асоціювалося з престижем та статусом.
У середині 19 століття мешканці міста та туристи з радістю відвідували «Грін-Вуд», з Нью-Йорком (цвинтар тоді був за міською межею) було створено зручне сполучення через Іст-Ривер. Півмільйона людей щорічно відвідували ландшафтне-архітектурне диво.
Під час громадянської війни США поховання на цвинтарі було безкоштовним для загиблих солдат обох армій. Поруч можна зустріти могили братів що воювали за різні сторони, серед таких відомі брати Прентіс (англ. The Prentiss Brothers) що були смертельно поранени в останню битву війни.

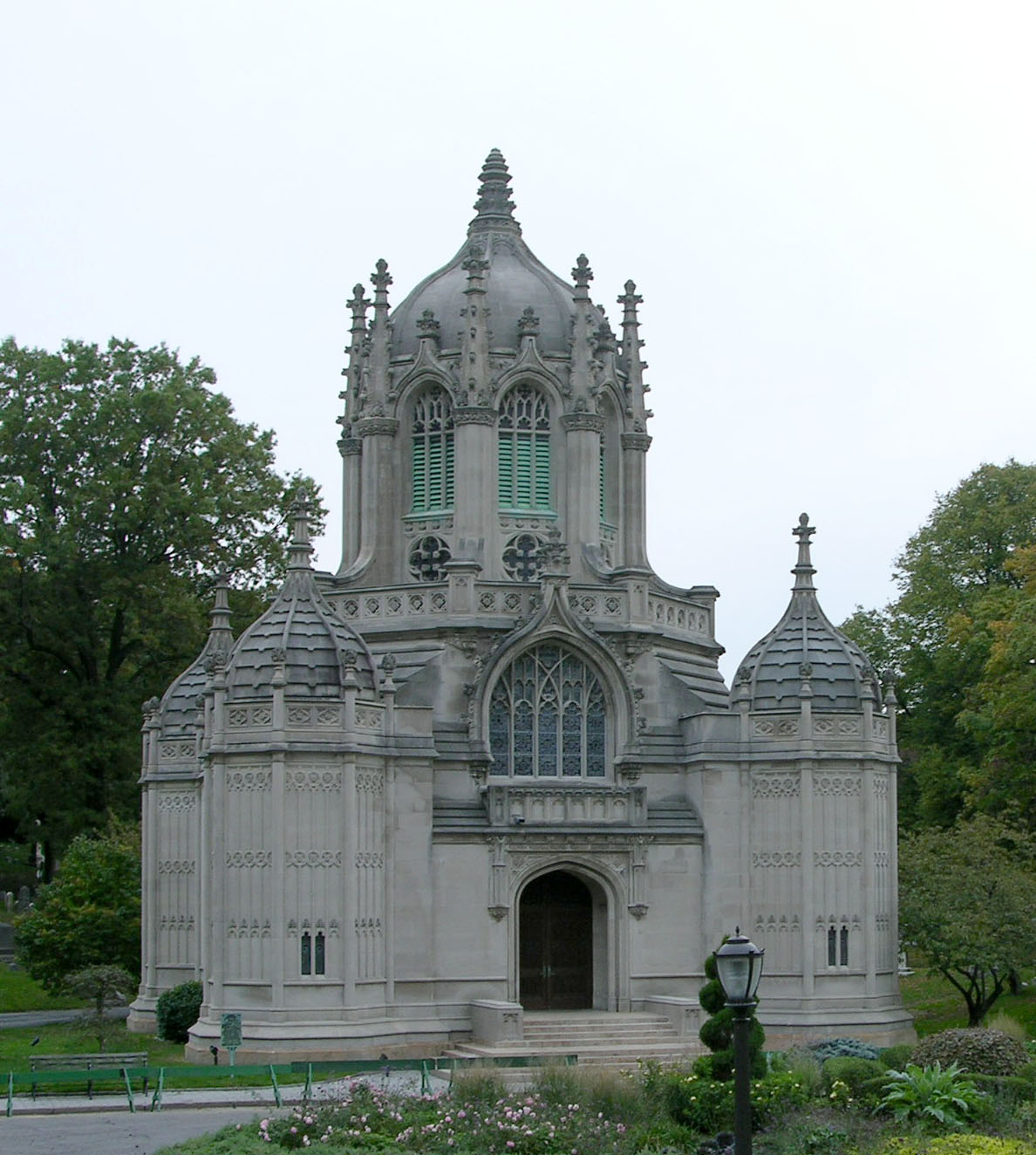
Каплиця, збудована 1911 року

Головна вхідна брама була створено 1861-63 роках у неоготичному стилі. Кам'яна брама складається з двох арок й трьох веж з дзвоном, це одна з головних архітектурних пам'яток цвинтаря. На центральній вежі поселилися нащадки папуг що втекли з аеропорту Кеннеді у 1960-ти роки.
1911 року було відкрито каплицю, побудовану відомою архітектурною фірмою Warren and Wetmore (англ.) Вона задумана як зменшена версія Вежі Тома (англ. Tom Tower) в Оксфорді (Велика Британія). Відреставрована у 2001 році.
На цвинтарі живуть понад двісті видів птах, з 1995 року «Грін-Вуд» — член орнітологічного товариства імені Джона Дж. Одюбона.

## Відвідування
Вхід безкоштовний, щоденно з 9:00 — 17:00. На вході можна отримати безкоштовну мапу території. Найближча зупинка метрополітену 25-стріт лінії R. Існують платні автобусні екскурсії кожної середи у 13:00. Дозволяється відвідувати цвинтар на приватному автомобілі: не перевищувати швидкість ніж 20 міль на годину, паркуватися виключно з правого боку.

## Відомі особистості, поховані на цвинтарі
- Жан-Мішель Баскія, художник
- Джордж Беллоуз, художник
- Леонард Бернстайн, диригент та композитор
- Пітер Купер, промисловець
- Лівінгстон Вільям, губернатор штату Нью-Джерсі
- Семюел Фінлі Бріз Морзе, винахідник
- Генрі Ратгерс, політичний діяч
- Стейнвей Генрі Енгельгард, виробник піаніно
- Тіффані Луїс Комфорт, художник
- Еліас Хоу, американський підприємець, один з винахідників швейної машини
- Джеймс Богард, винахідник і архітектор
- Чарльз Тайсон Єркс, американський фінансист, залізничний магнат, прототип головного героя «Трилогії бажання» Теодора Драйзера.
- Ду-Гам-Мі — американська індіанська танцівниця.

## Галерея

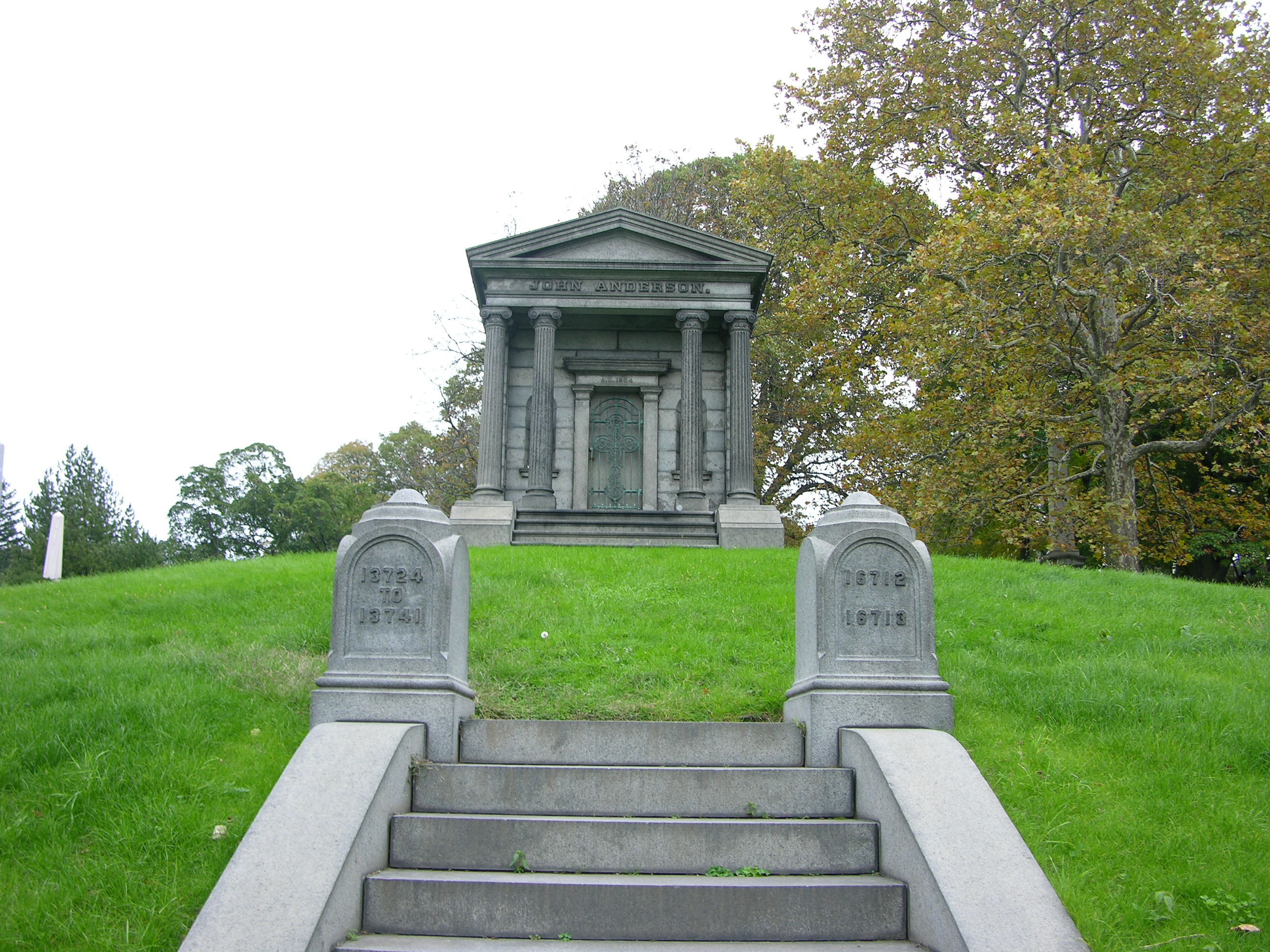
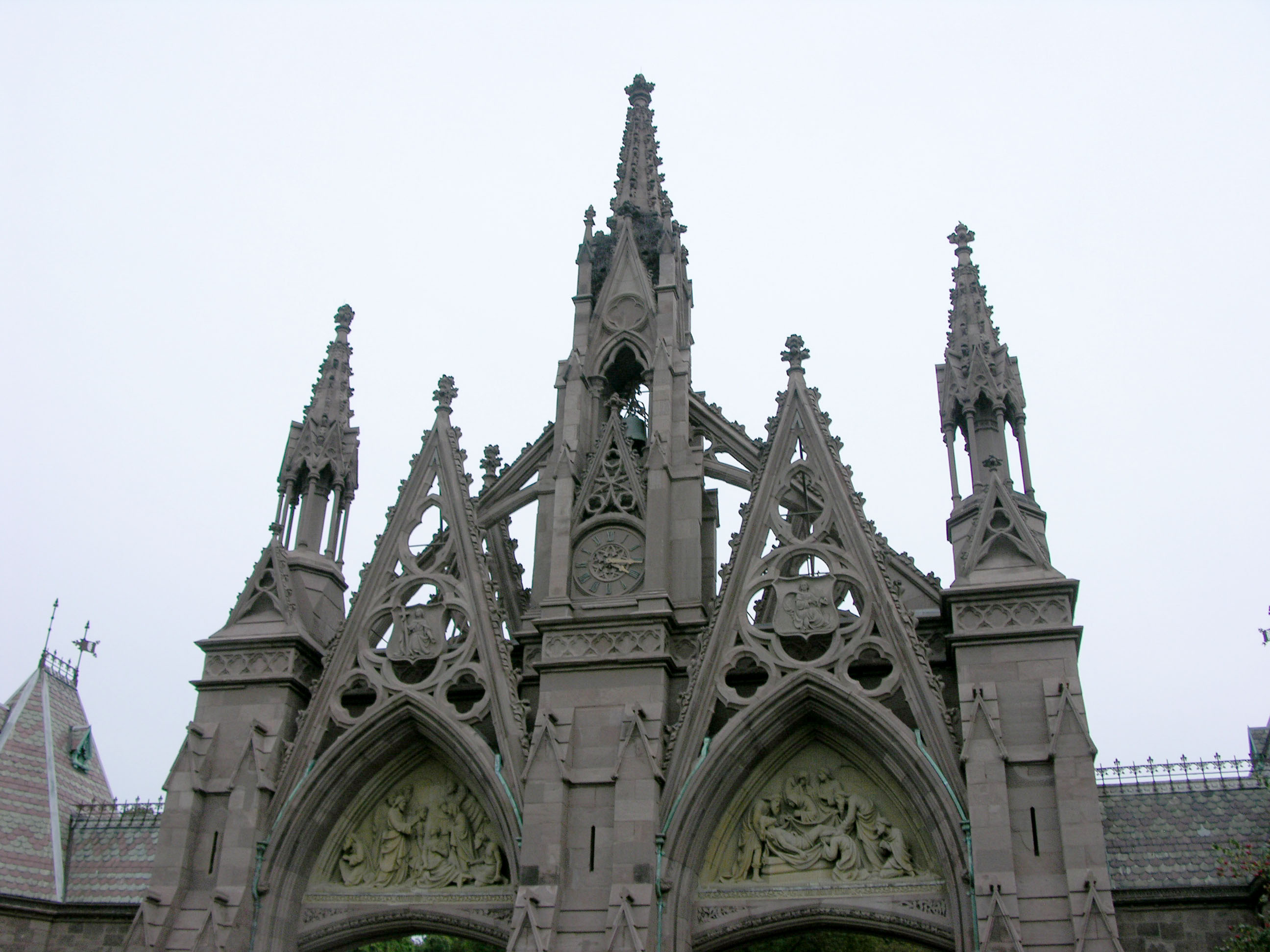
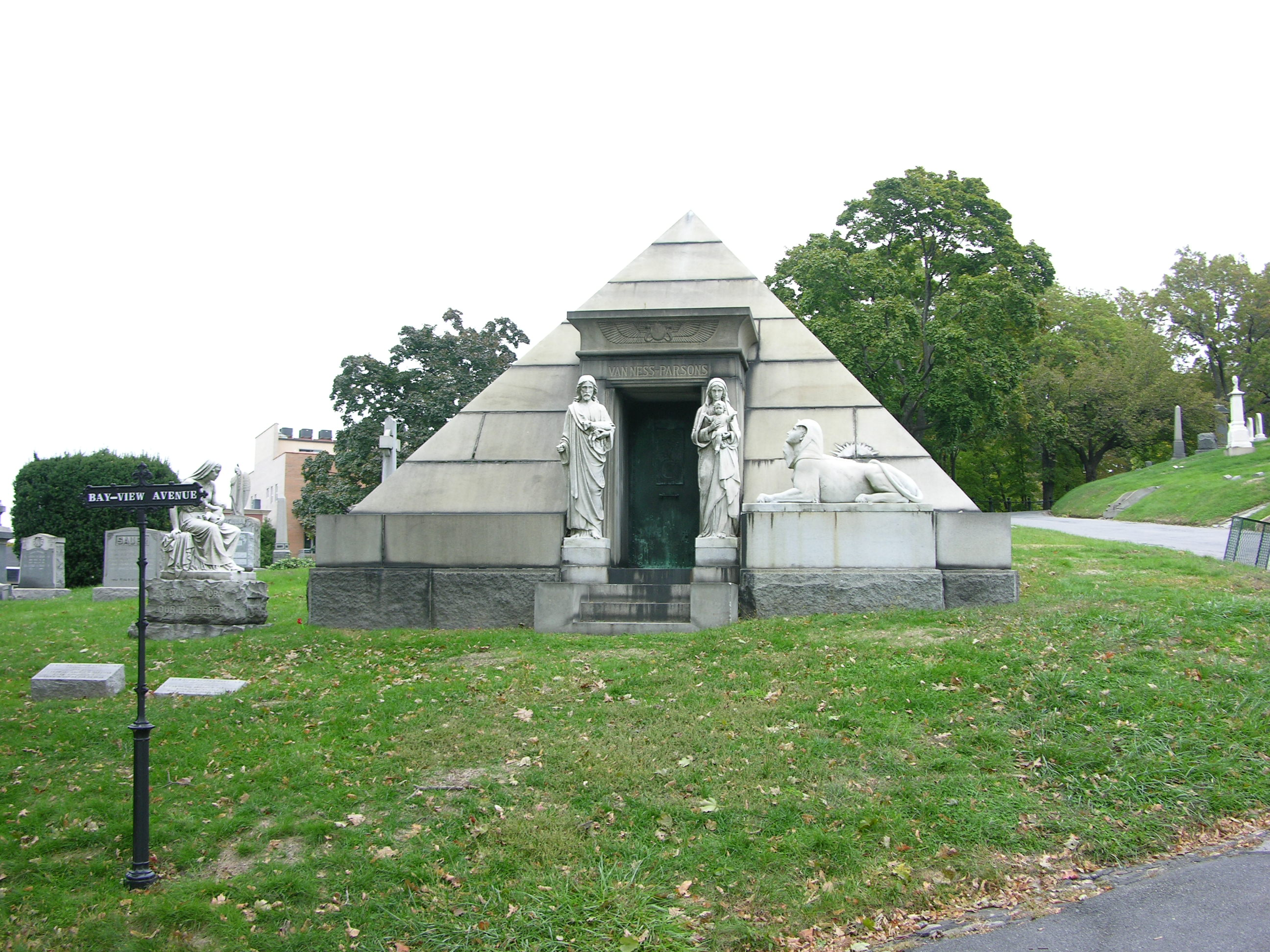
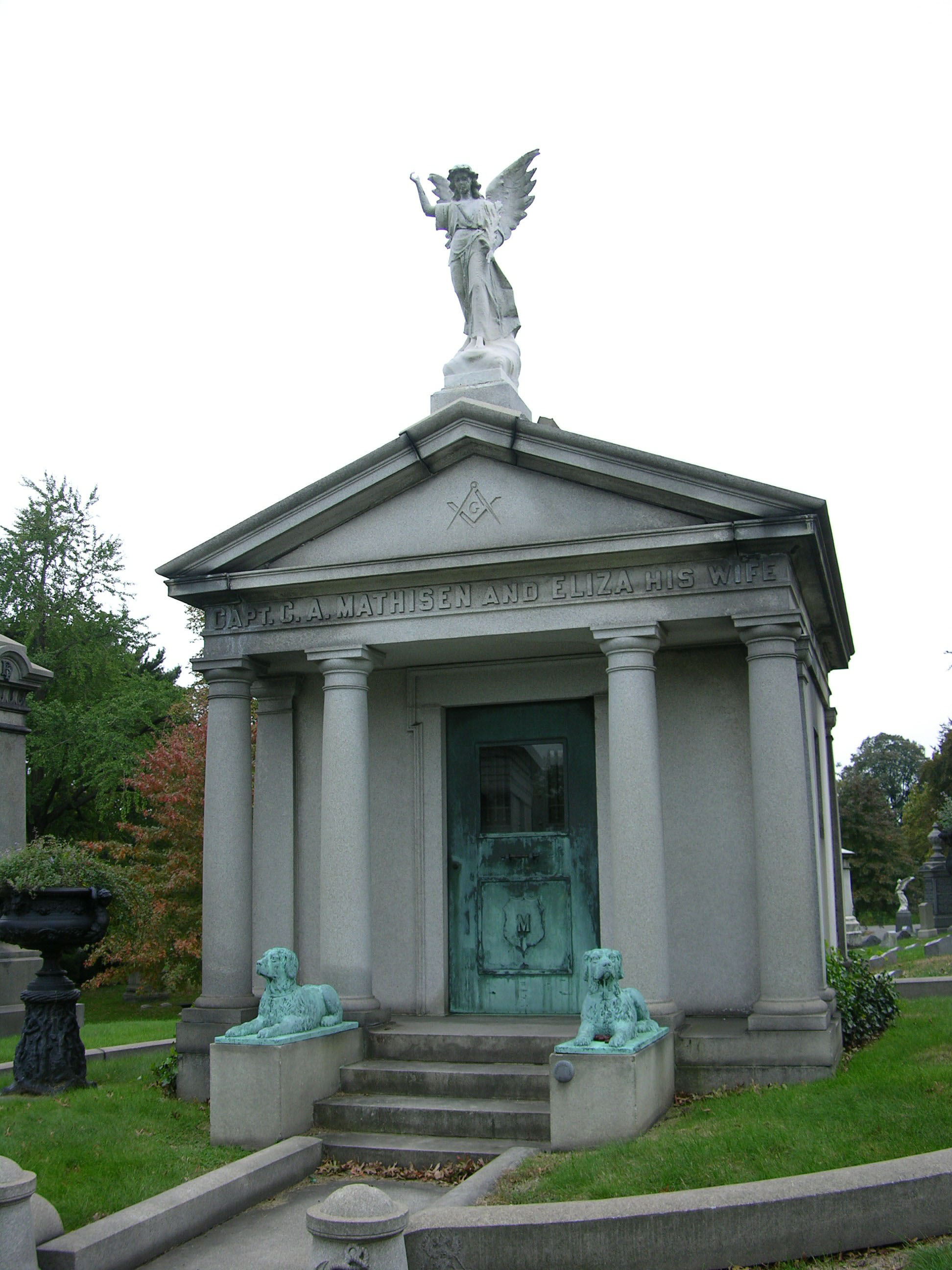
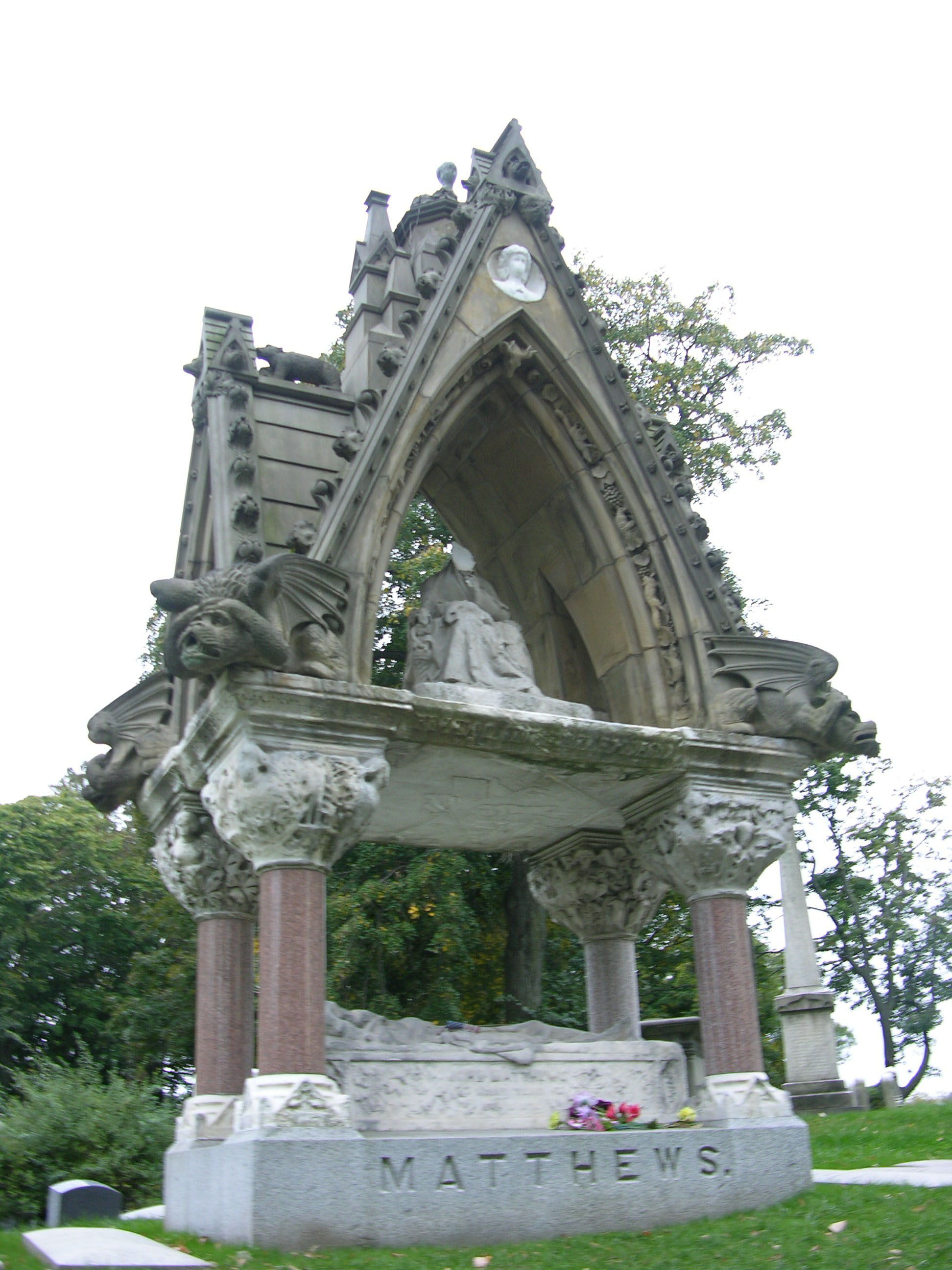
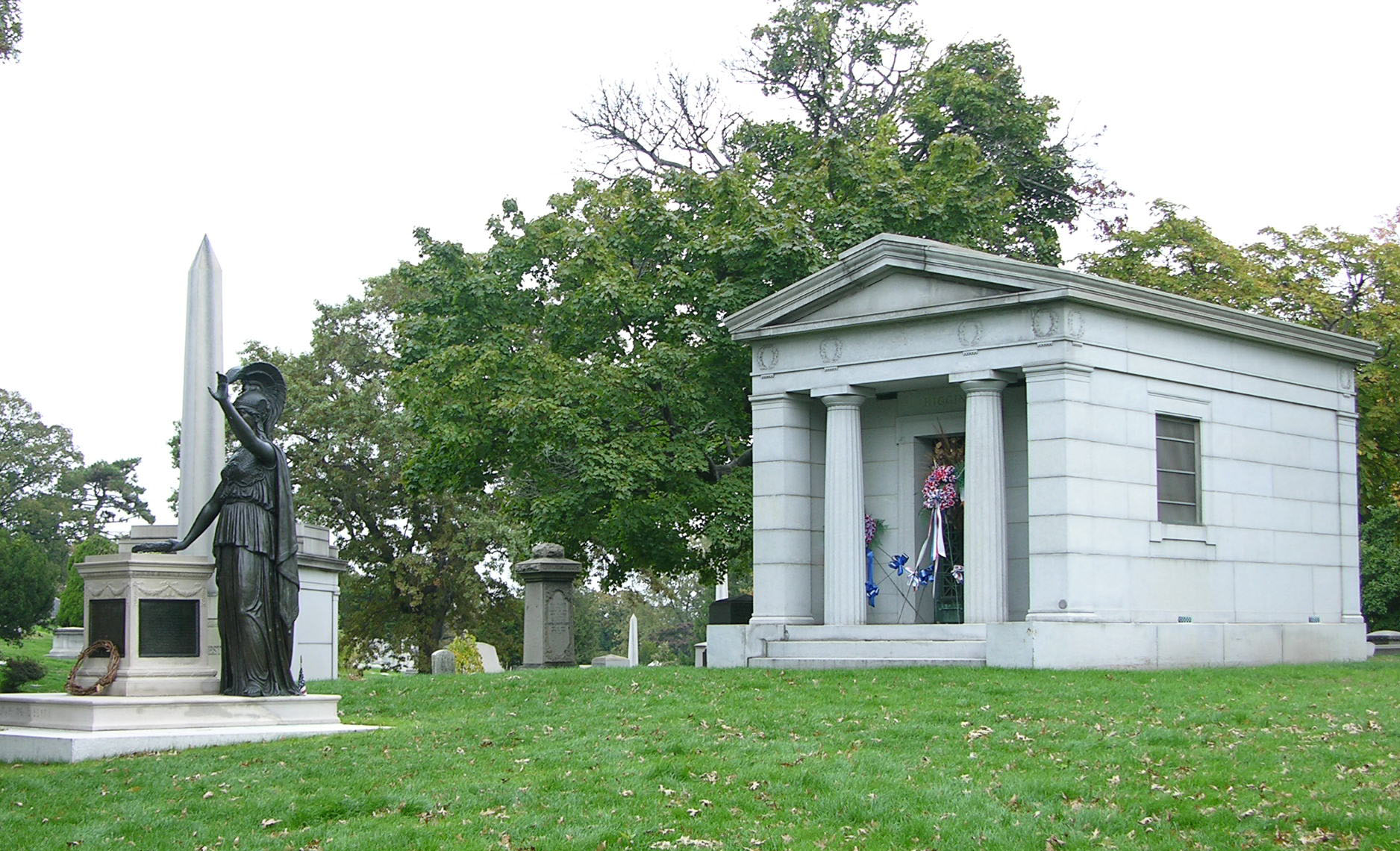
Мінерва навпроти склепу Чарлса Хіґінса
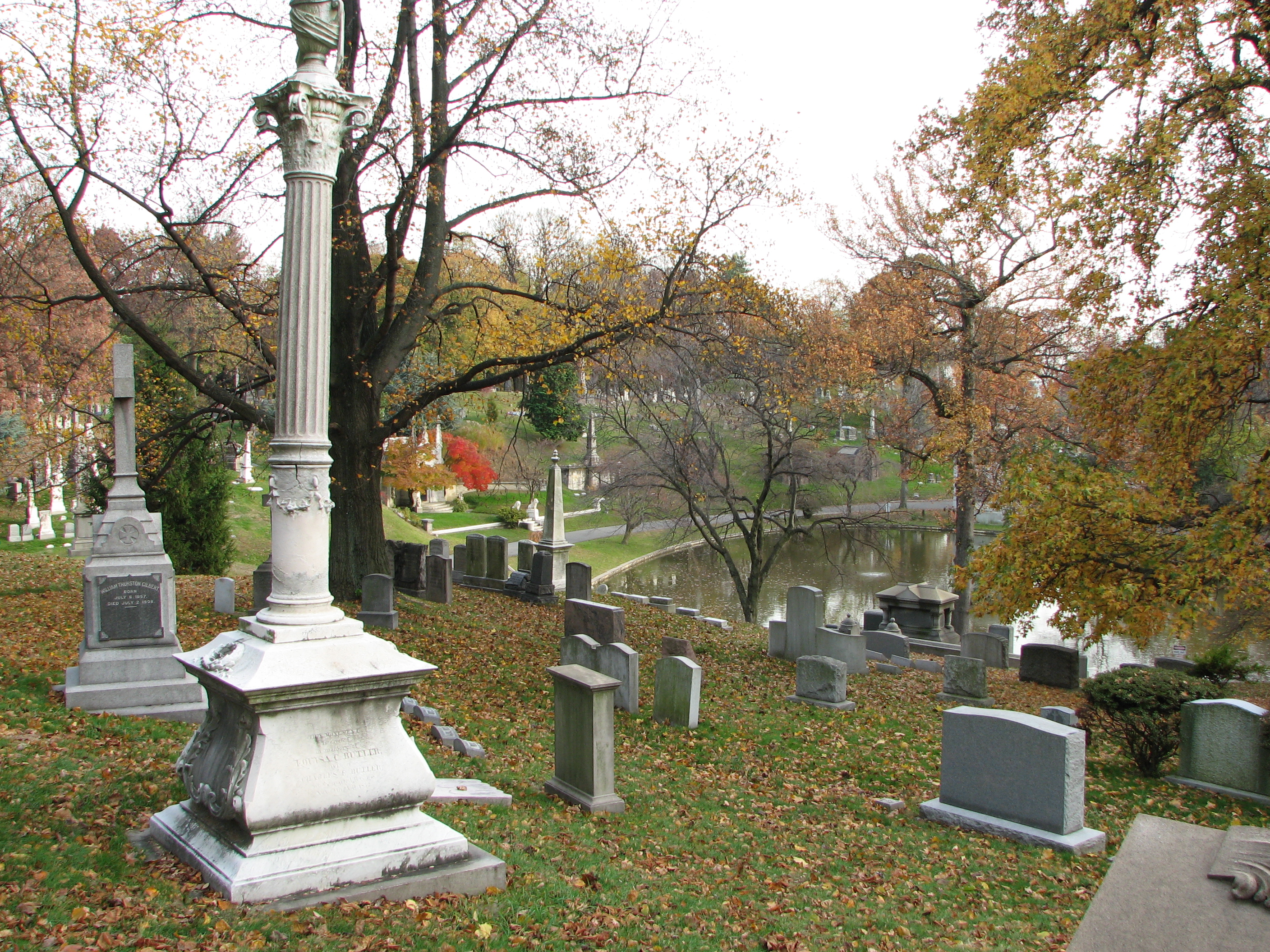
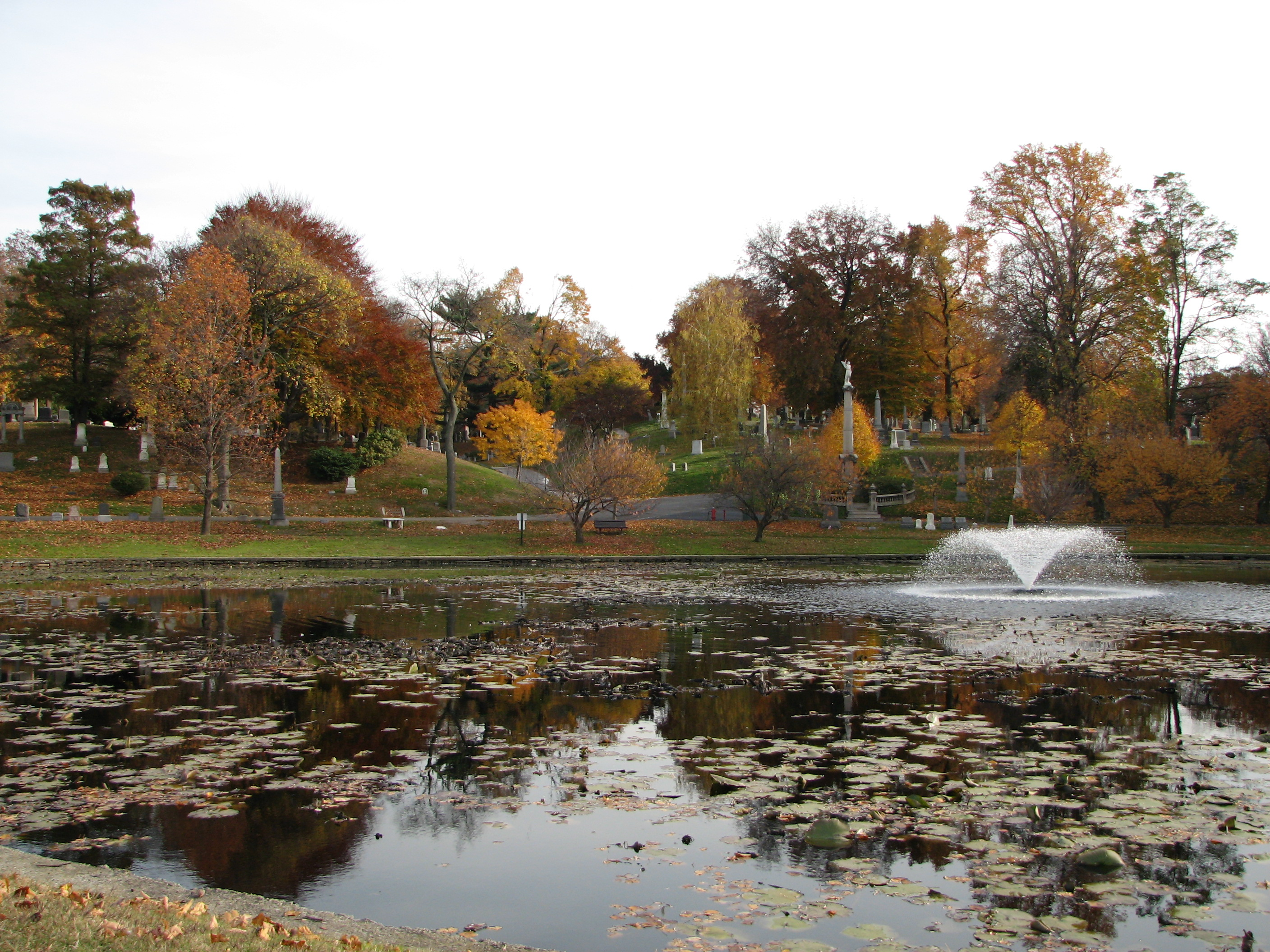
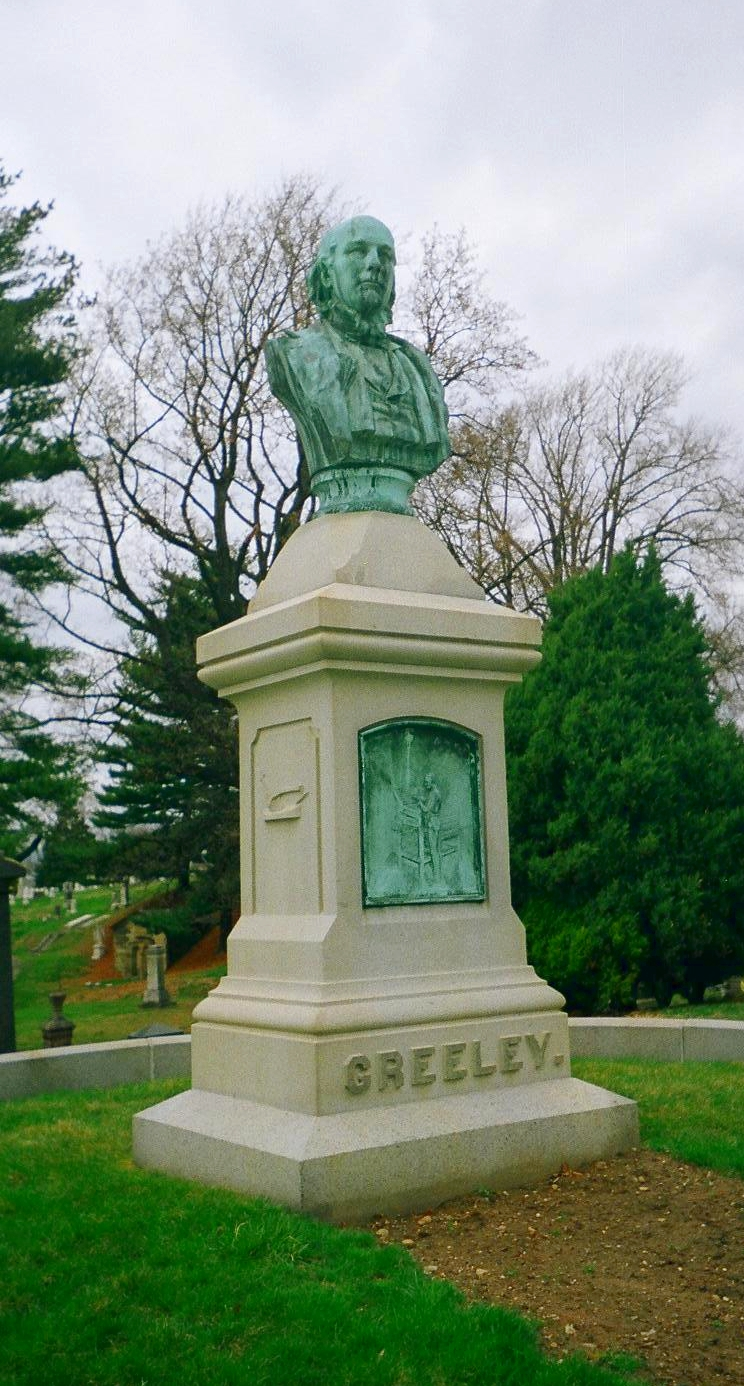
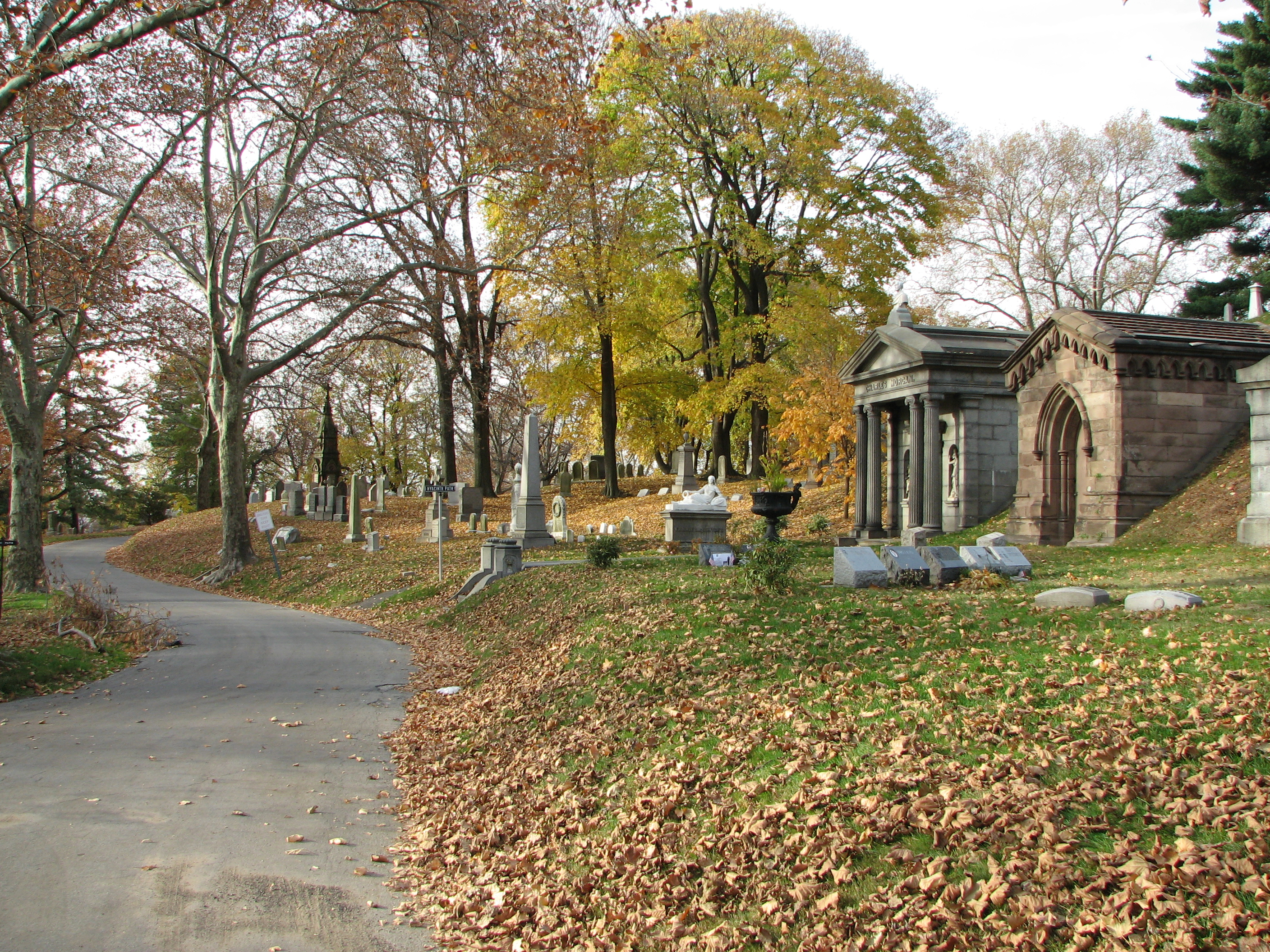
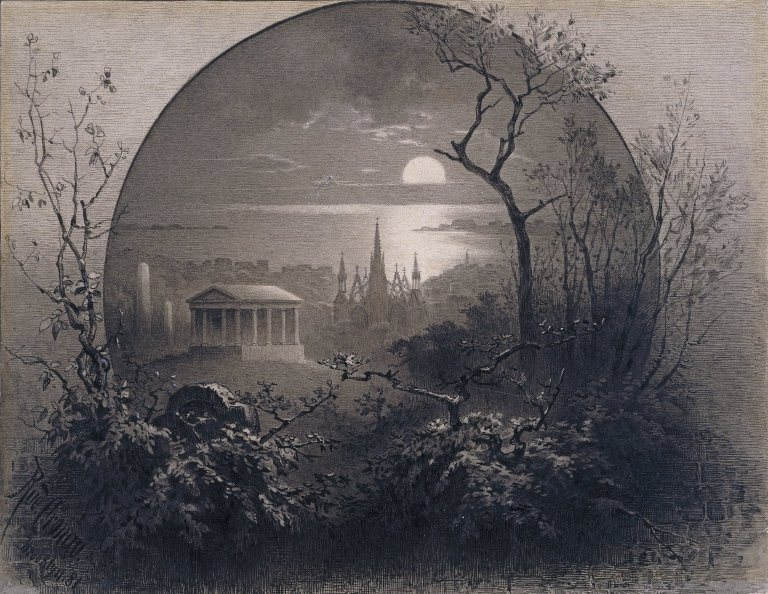
Акварель, 1881 рік